# Cathedral Hill (San Francisco)
Pour les articles homonymes, voir Cathedral Hill.
Cathedral Hill est un quartier de la ville de San Francisco.
Il est délimité au nord par Post Street, à l'est par Van Ness Avenue, au sud par Eddy Street et à l'ouest par Laguna Street.